# 5477 Holmes
5477 Holmes este o planetă minoră (asteroid), cu un diametru de 3,147 km, din centura de asteroizi. A fost descoperită pe 27 octombrie 1989 la Observatorul Palomar de Eleanor F. Helin și a fost numită după Robert Holmes⁠(d). 
Obiectul prezintă o orbită caracterizată de o semiaxă mare de 1,9173112 UAi, o excentricitate de 0,0752289, o înclinație de 22,55103 ° în raport cu ecliptica.